# Alf Landon

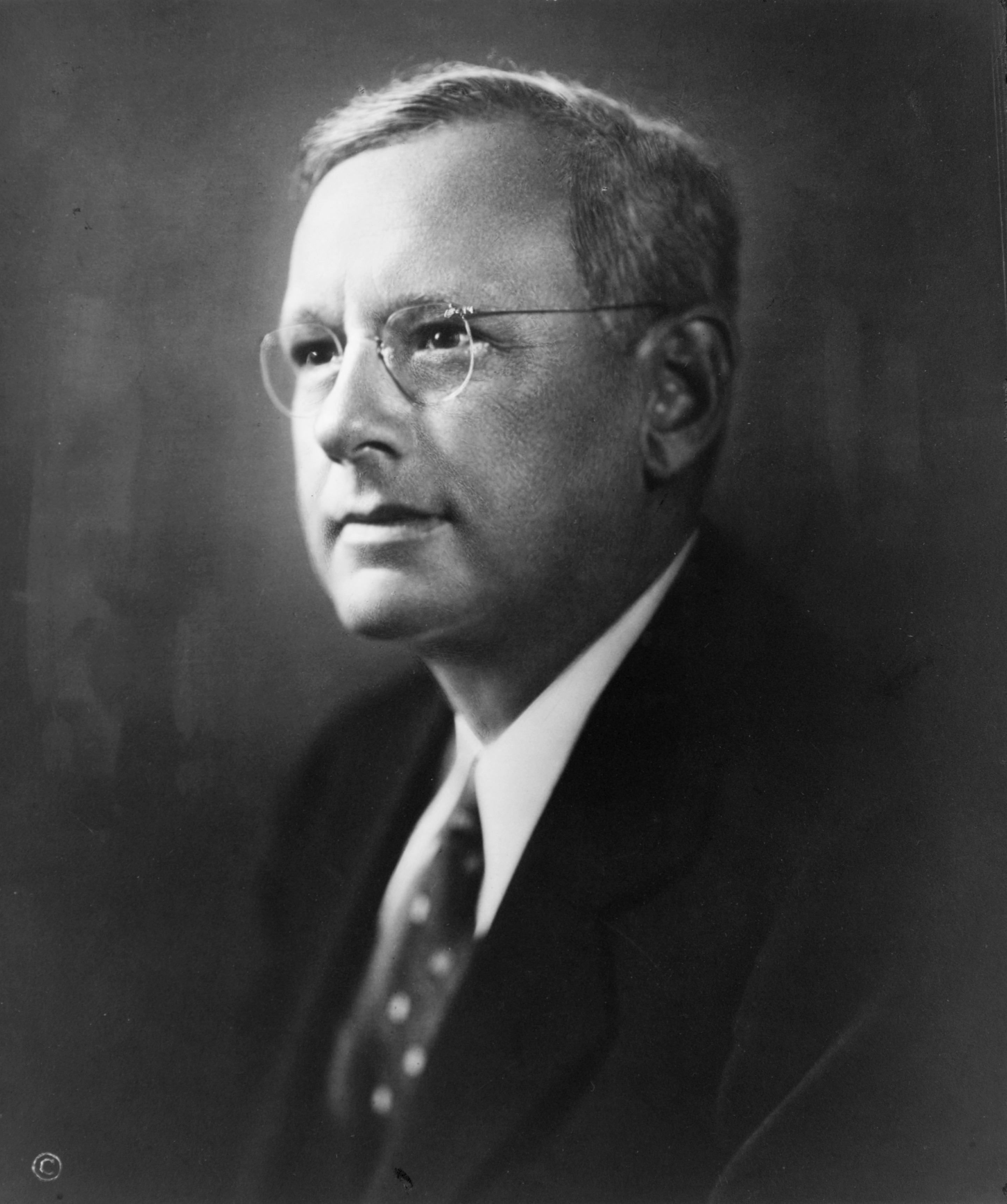
Alf Landon (um 1936)

Alfred Mossman „Alf“ Landon (* 9. September 1887 in West Middlesex, Mercer County, Pennsylvania; † 12. Oktober 1987 in Topeka, Kansas) war ein US-amerikanischer Geschäftsmann und Politiker der Republikanischen Partei. Zwischen 1933 und 1937 war er der 26. Gouverneur des Bundesstaates Kansas. 1936 verlor er bei der Präsidentschaftswahl gegen Amtsinhaber Franklin D. Roosevelt.

## Frühe Jahre
Alf Landon wuchs in Ohio auf, ehe er mit seinen Eltern im Alter von 17 Jahren nach Kansas zog. In Ohio besuchte er die Marietta Academy; danach graduierte er 1908 an der University of Kansas mit einem juristischen Abschluss. Dann wurde er in vielen geschäftlichen Bereichen tätig. Unter anderem stieg er 1912 in das Ölgeschäft ein. Während des Ersten Weltkrieges diente er als Offizier in der US Army.

## Politischer Aufstieg und Gouverneur von Kansas
Landon schloss sich 1912 der Progressiven Partei von Theodore Roosevelt an. Ab 1922 war er der Privatsekretär des Gouverneurs Henry Justin Allen. Kurze Zeit darauf wurde er der Anführer der liberalen Republikaner in Kansas. 1932 gewann er die Wahl zum Gouverneur und übte dieses Amt bis 1937 aus. 1934 wurde das politische Amerika auf ihn aufmerksam, als er gemeinsam mit Frank Merriam aus Kalifornien als einziger republikanischer Gouverneur im Amt bestätigt wurde. Seine Regierung war geprägt von Steuersenkungen und der Konsolidierung des Haushalts während der Zeit nach der Weltwirtschaftskrise. Landon bemühte sich in seiner Amtszeit auch um den Umweltschutz. Auch die Verwaltung wurde reformiert und das Arbeitslosengeld eingeführt. Im Bereich der unteren Verwaltungsebenen in Kansas wurden gleiche Standards besonders im Haushaltswesen eingeführt. Trotz seines Rufs als konservativer Hardliner in Sachen Finanzen verlor er die sozialen Bedürfnisse und Missstände nicht aus den Augen. Daher sahen führende Republikaner ihn als potentiellen Präsidentschaftskandidaten für 1936. In diesem Jahr verzichtete er daher auf eine weitere Kandidatur als Gouverneur.

## Präsidentschaftskandidatur 1936

Ergebnisse der Wahl nach einzelnen Staaten (die Nummern stehen für die Anzahl an Wahlmännern, die der jeweilige Bundesstaat zu vergeben hat)
Mehrheit für Roosevelt
Mehrheit für Landon

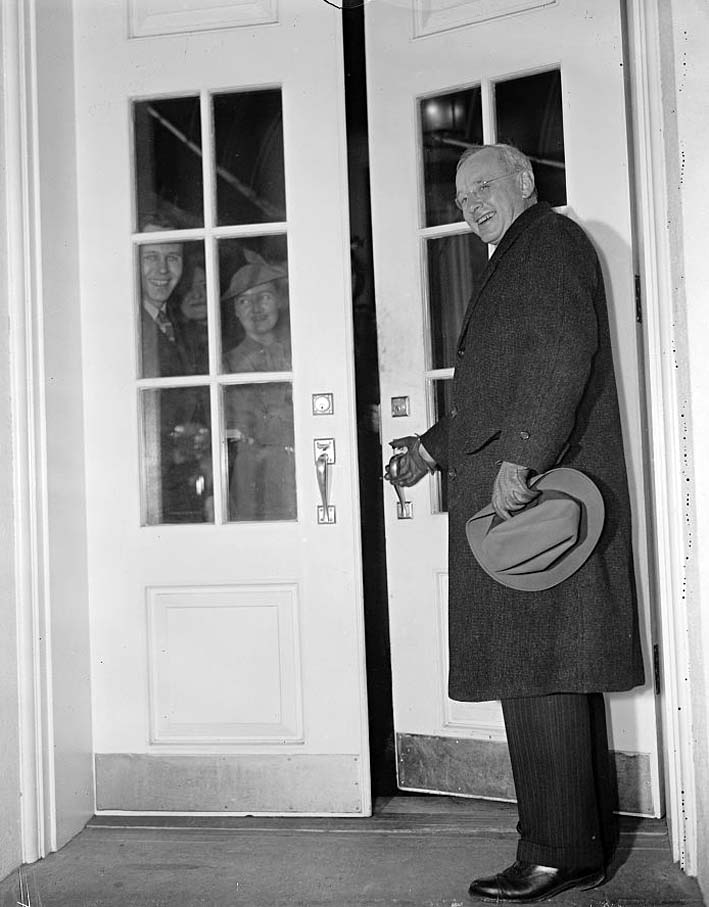
Alf Landon bei einem Besuch im Weißen Haus nach seiner Wahlniederlage (Dezember 1936)

Im Sommer 1936 errang Landon die Präsidentschaftskandidatur seiner Partei; damit wurde er Herausforderer des demokratischen Amtsinhaber Franklin D. Roosevelt. Bereits im Vorfeld des Nominierungsparteitages wurde er als Favorit für die Spitzenkandidatur der Republikaner angesehen. Landon verdankte seinen Erfolg vor allem der Mobilisierung jüngerer Parteigenossen sowie dem liberalen Flügel der Partei. Vizepräsidentschaftskandidat wurde Frank Knox.
Landon vertrat ein gemäßigtes Wahlprogramm, das sich auf eine Effizienzsteigerung statt einer Rücknahme der New Deal Reformen konzentrierte. Im Gegensatz zum konservativen Parteiflügel wollte er auch nicht die 1935 eingeführte Sozialversicherung wieder abschaffen. In der Öffentlichkeit wurde Landon während des Wahlkampfes im Herbst des Jahres durchaus als ernstzunehmender Gegner des populären Präsidenten angesehen. Die meisten Umfragen sagten ein knappes Rennen voraus. Einige Meinungsforscher sagten sogar einen Sieg des Herausforderers voraus. Diese Prognosen erwiesen sich jedoch am Wahltag, dem 3. November 1936, als völlig falsch: Roosevelt siegte erdrutschartig mit 60,8 % der Stimmen. Für Landon sprachen sich 36,5 % der Wähler aus. Lediglich in Maine und Vermont errang er eine Mehrheit und damit acht Stimmen im Electoral College. Roosevelt war in allen übrigen 46 Bundesstaaten erfolgreich, erhielt 523 Wahlmänner und wurde damit für eine zweite Amtszeit wiedergewählt.

## Weiterer Lebenslauf
Nach dieser schmerzlichen Niederlage und seiner Zeit als Gouverneur zog Landon sich aus der aktiven Politik zurück. Dennoch machte er oft seinen kontroversen Standpunkt klar, wenn er gefragt wurde. Im Präsidentschaftswahlkampf von 1940 engagierte er sich für den republikanischen Kandidaten Wendell Willkie, der, wie Landon, innenpolitisch ein liberales Programm vertrat. Auch Willkie plädierte für eine Beibehaltung des New Deal, wollte ihn jedoch effizienter gestalten. So wehrte er sich vehement gegen seine Partei, welche die Neutralitätsgesetze unterstützte, da er glaubte, die Nationalsozialisten in Deutschland würden in den Amerikanern ein schwaches und feiges Volk sehen. Ebenso verlangte er während des Zweiten Weltkrieges, dass Großbritannien die militärischen Güter, welche die USA ihnen durch das Leih- und Pachtgesetz zur Verfügung stellten, voll bezahlen solle. Den Marshallplan jedoch unterstützte er trotz des finanziellen Umfangs. In den 1960er-Jahren polarisierte Landon erneut in seiner Partei, indem er die Sozialreformen der Great Society des demokratischen Präsidenten Lyndon B. Johnson befürwortete. Auch sprach sich Landon während seiner gesamten politischen Laufbahn gegen Rassendiskriminierung aus und forderte bessere Lebensbedingungen für Afroamerikaner.
Im Jahr 1966 begann Landon mit Vorlesungen aus dem wirtschaftlichen Bereich an der University of Kansas, den Landon Lectures, und begründete damit eine Reihe von Vorlesungen um öffentliche Belange, welche bis in die Gegenwart andauern. Er verstarb 34 Tage nach seinem 100. Geburtstag. Seine Tochter Nancy Landon Kassebaum gehörte von 1978 bis 1997 dem Senat der Vereinigten Staaten für Kansas an.